# لیودمیلا تر-پتروسیان
لیودمیلا تر-پتروسیان (ارمنی: Լյուդմիլա Տեր-Պետրոսյան؛ انگلیسی: Lyudmila Ter-Petrosyan؛ زادهٔ ۲۰ دسامبر ۱۹۴۸) سیاستمدار اهل ارمنستان است که از ۱۱ نوامبر ۱۹۹۱ تا ۳ فوریه ۱۹۹۸ از بانوی اول ارمنستان بود.

## زندگی‌نامه
وی در ۲۰ دسامبر ۱۹۴۸ در سنت پترزبورگ به دنیا آمد و از دانشگاه دولتی سن پترزبورگ فارغ‌التحصیل گشت.  وی در ۱۹۷۲ با لوون تر-پتروسیان ازدواج نمود.